# Tetsuo II: Body Hammer
Tetsuo II: Body Hammer (鉄男II Body Hammer) és un tokusatsu japonès de body horror cyberpunk dirigida per Shinya Tsukamoto el 1992. És una seqüela de major pressupost de la pel·lícula de Tsukamoto de 1989 Tetsuo: The Iron Man, que utilitza temes i idees similars com la seva primera pel·lícula., i en gran part el mateix repartiment, tot i que la història no és una continuació directa de la del seu predecessor. A Body Hammer, un home assalariat japonès, interpretat per l'actor de culte Tomorowo Taguchi, troba el seu cos transformant-se en una arma a causa de la ràbia després que el seu fill sigui segrestat per una banda de pinxos violents.
Encara que no tan ben rebuda com la seva predecessora, Body Hammer va guanyar el Premi de la Crítica al 3r Festival Internacional de Cinema Fantàstic de Yubari el febrer de 1992.
Una tercera entrega, titulada The Bullet Man, es va estrenar el maig de 2010.

## Trama
La pel·lícula s'obre amb un home disparat per Yatsu -conegut com "The Metal Fetishist" o "The Guy" en aquesta pel·lícula- que dispara el tret des del seu dit índex, agafant la seva mà com una pistola.
Taniguchi Tomoo està discutint el seu passat amb la seva dona, ja que no té cap record abans de la seva adopció als vuit anys. Gairebé mor quan dos skinheads cyborg intenten segrestar el seu fill, Minori. Es veu obligat a prendre una injecció per un dels skinheads. Espantat per la trobada, comença a fer exercici. Al principi sense aixecar fins i tot el pes més lleuger, de sobte és capaç de fer grans gestes de força. Més tard, rep una trucada anònima que li pregunta com ha anat la seva formació. La persona que truca informa a Taniguchi que ha segrestat en Minori entrant per la porta del darrere de l'edifici. Taniguchi persegueix els segrestadors fins a un terrat on torna a trobar-se penjat a la vora, a prop de la mort. Tanmateix, aquesta vegada aconsegueix aixecar-se, només que li diuen que el skinhead ja va llançar el seu fill pel sostre.
Enfurismat per això, Taniguchi es transforma i li treu una pistola del braç. Dispara al skinhead que, després d'haver mentit sobre deixar caure en Minori, manté el fill davant seu, fent que Taniguchi mati el seu propi fill. El skinhead s'escapa, deixant enrere un Taniguchi desconcertat que descobreix que la seva dona ho ha vist tot.
Els skinheads arriben al seu amagatall on els seus còmplices entrenen aixecant peses enormes. Coneixen un científic boig que els pregunta quin tipus d'espècimen van triar per a la injecció, revelant que la injecció de Taniguchi forma part d'un experiment. Més tard, Taniguchi és segrestat pels skinheads i experimentat pel científic boig que manipula els records de Taniguchi, afavorint el seu canvi d'home a màquina. Es revela que el científic boig treballa amb Yatsu que, després d'ordenar la mort de Taniguchi, informa al científic boig que el seu objectiu és només la destrucció i que tots els skinhead reben una injecció.
Després de la fugida de Taniguchi, un skinhead s'injecta i es transforma ràpidament, ja que la seva voluntat de matar és molt més gran. Durant la fugida, Taniguchi i el skinhead descobreixen que tots dos tenen la capacitat de transformar-se de nou a les seves formes humanes. Els dos s'enfronten en una fàbrica abandonada i el skinhead li diu a Taniguchi que tots volen ser convertits en déus per Yatsu.
De tornada a casa, la dona de Taniguchi, Kana, descobreix que la injecció de Taniguchi va ser bloquejada pel seu organitzador de butxaca. Així que Taniguchi té la capacitat de transformar-se en una màquina sota la seva pròpia voluntat. La seva dona té una por visible del seu marit. Se'n va amb pressa, només per ser segrestada també al carrer. Taniguchi persegueix el cotxe amb una bicicleta, transformant-se i finalment posant-se al dia. Tot i així, els skinheads aconsegueixen escapar. Kana coneix a Yatsu que li parla del seu marit, que aparentment ha posseït un poder increïble durant tot el temps, però va optar per no utilitzar-lo tret que se l'empeny. L'última vegada que va utilitzar el poder -abans del seu vuitè aniversari- no només va matar tots els nens que el van intimidar, sinó que també va destruir els que estimava.
Taniguchi descobreix on està subjecta la Kana i ignora les amenaces dels skinheads que la matin. Yatsu parla amb Taniguchi, després aparentment mata Kana. Taniguchi no ha tingut pietat i un ostatge no significava res per a ell. Tot i així, la mort de Kana empeny Taniguchi completament al marge i es transforma completament. En la lluita entre Yatsu i Taniguchi, Yatsu intenta rovellar Taniguchi com a la primera pel·lícula. Després que en Taniguchi aparentment hagi guanyat, Yatsu llança un cable a Taniguchi, provocant més transformacions.
Durant això, Taniguchi s'assabenta que el seu pare estava creant l'arma humana perfecta, primer entrenant els seus fills - Tomoo i Yatsu - amb pistoles, i després fent-ne part. Tomoo marxa abans de matar un gos, mentre que el seu germà mata l'animal. Els nois també són testimonis del seu pare matant la seva mare en un estrany ritual sexual en què la dona xucla una pistola. Tomoo perd la memòria després de presenciar la mort de la seva mare i matar el seu pare. Això li fa adonar-se de la bellesa de la destrucció i tant en Tomoo com en Yatsu es fusionen en una criatura gegant meitat humana i meitat metàl·lica. Tomoo demana a Kana que li injecti l'arma que el farà morir rovellat, però ella es nega a fer-li mal. La criatura Tomoo/Yatsu es fusiona amb els skinheads restants i es converteixen en un vehicle gegant, semblant a un tanc, que es mou per la ciutat. Kana s'aferra al costat de la màquina mentre viatja per una carretera.
Les darrers plans de la pel·lícula mostren Kana, Tomoo -aparentment tornat a la normalitat- i Minori caminant per les ruïnes del que abans va ser una ciutat, amb ella comentant com de tranquil s'ha tornat el lloc.

## Repartiment
- Tomorowo Taguchi com Taniguchi Tomoo
- Shinya Tsukamoto com Yatsu
- Nobu Kanaoka com Kana
- Kim Soo-Jin com pare de Taniguchi
- Hideaki Tezuka com gran Skinhead
- Tomoo Asada com jove Skinhead
- Torauemon Utazawa com científic boig

## Recepció i crítiques
El crític de cinema Roger Ebert va donar a la pel·lícula 3/4 estrelles: "Quan Shinya Tsukamoto creixia a Tòquio, encara hi havia espais verds i oberts a la ciutat, però ara la veu transformada en una massa elevada i compactada. d'acer i formigó".
| « | Es repeteix Tsukamoto, renunciant al component eròtic, però el viatge més enllà de les tanques del visible tolerat ja se sap ja vist. El Diccionari Morandini, li assigna dues estrelles' ' sobre cinc. | » |

| « | Excel·lent rodatge i enquadrament d'aquest segon treball de Tsukamoto. Però s'ha perdut l'originalitat i la subversió del primer Tetsuo. Comentari del diccionari Farinotti que assigna a la pel·lícula dues estrelles de cinc | » |

| « | Tsukamoto afina la seva força expressiva explosiva, però minimitza l'aspecte eròtic. Aquí falta l'element de novetat del primer Tetsuo. Comentari del Dictionary of Horror Films que assigna a la pel·lícula tres estrelles. | » |

## Reconeixements
- Nominació a la millor pel·lícula i al premi del jurat al festival Fantasporto de 1992.
- Menció especial al XXV Festival Internacional de Cinema Fantàstic de Sitges 1992.[7]
- Silver Raven al Festival Internacional de Cinema Fantàstic de Brussel·les 1992.